# Wikariat apostolski Puerto Leguízamo-Solano
Wikariat apostolski Puerto Leguízamo-Solano (łac. Apostolicus Vicariatus Portus Leguizamensis-Solanensis) – wikariat apostolski Kościoła rzymskokatolickiego w Kolumbii, podległy bezpośrednio Stolicy Apostolskiej. 

## Historia
Wikariat został erygowany 21 lutego 2013 roku przez papieża Benedykta XVI po podziale wikariatu San Vicente–Puerto Leguízamo na dwa oddzielne wikariaty.

## Ordynariusze
- Joaquím Humberto Pinzón Güiza IMC, od 2013 roku